# Helene Moltke-Leth
Helene Moltke-Leth (født 23. februar 1973 i København) er en dansk filminstruktør, kunstner og tidligere DJ, der arbejder på tværs af film, fotografi, lyd, musik og kunst. Hun er uddannet fra Den Danske Filmskole i 2005 og har modtaget tolv internationale filmpriser. Hendes arbejde er blevet vist på museer og internationale film-, kunst- og poesifestival, herunder Tokyo Photographic Art Museum, Ann Arbor Film Festival, Berkshire International Film Festival, Copenhagen International Documentary Film Festival og Odense International Film Festival.

## Karriere
I 1990'erne arbejdede hun som DJ, radio- og tv-vært for Danmarks Radio og TV2 Danmark, hvor hun var vært på musikprogrammerne P3 GO!, Uland og Puls. Hun interviewede elektroniske DJs og kunstnere som Underworld, Prodigy, Chemical Brothers, Moby, DJ Sneak, Kenny Larkin, David Holmes, Matthew Herbert, Patrick Pulsinger og Erdem Tunika. I 1996 var hun med til at stifte natklubben Klub Vega. Hun er anerkendt som værende en af Danmarks første kvindelige DJs indenfor den elektroniske musikscene og en markant skikkelse i den tidlige start.
Hendes arbejde inden for musik og poesi omfatter dokumentaren 'Underworld' om den britiske elektroniske musikgruppes Beaucoup Fish-turné, og dokumentaren "Roskilde". Hendes afgangsfilm fra Den Danske Filmskole ”Same Old Song” følger tre danske musikere, Tue Track, Mikkel Hess og Joy Morgan, som skabte en kærlighedssang, mens de udforskede hvad det betød at være single i starten af årtusindet. I 2006 lavede hun 5 korte poesifilm med danske digtere Mette Moestrup, Maja Lee Langvad, Hans Lucht, Marie Mamonia og Lasse Thorning, som blev sendt på Danmarks Radio og præsenteret på flere nordiske filmfestivaler. I 2007 modtog hun prisen Bedste Danske Kortfilm for "Sporenstregs" med den danske digter Lasse Thorning, på Odense Internationale Film Festival. Hendes poesifilm "Beyond Words" modtog Special Merits i forbindelse med Faces of Wisdom Film Competition i 2014. Filmen indeholdt et digt af Else Beyer Knuth-Winterfeldt. I 2016 skabte hun poesifilmen ”Running Through Life”. Den modtog seks internationale priser i Asien, USA og Europa, herunder Best Short Award (Minister's Award, the Ministry of Environment) og J-WAVE Award, på Short Shorts Film Festival & Asia, Japan, 2016 og The Next Great Filmmaker Award, på Berkshire International Film Festival, i 2017. Filmen "Running Through Life" blev også vist ved åbningen af bæredygtighedskonferencen Copenhagen Fashion Summit i 2016. Filmen var en meditation over det moderne samfunds begrænsninger. I 2022, modtog hendes klimakunstfilm 'I C' prisen for bedste eksperimentalfilm på Manchester Film Festival.
I december 2022 udkom hun med musik og videoværket ”European Silk Road” i samarbejde med Hess Is More og Josephine Philip. I 2023 blev musik nummeret remixet af Matthew Herbert og Sorenious Bonk.
Hendes første soloudstilling ’Hvem eller hvad er Gud nu?’ blev vist i DGI-byen i København i 2019. Udstillingen inkluderede otte abstrakte fotografier af naturen, der portrætterede brudstykker af regnbuen. Udstillingen italesatte klimaforandringerne og rejste spørgsmålet ’Hvem eller hvad er Gud nu?’
Tidligere i sin karriere arbejdede hun med portrætdokumentarer og instruerede "I Danmark, dér hører jeg hjemme", som skildrede Isi Foighel, tidligere dansk minister og dommer ved Den Europæiske Menneskerettighedsdomstol. Hun instruerede tv-dokumentaren ”Opgøret med fortiden” og seks afsnit af tv-dokumentarserien ”Meningen med livet og andre småting” hvor Jokum Rohde, Ursula Andkjær Olsen, Søren Ulrik Thomsen, Niels Grønkjær, Casten Jensen, Katrine Wiedemann, Katrine Gislinge, Thierry Geoffroy, Per Aage Brandt, Puk Damsgård og Dy Plambeck medvirker. Hun skabte ti kortfilm med nøgleaktører i den danske modebranche i 2007. Filmene blev vist på store udendørs skærme rundt om i byen under Copenhagen Fashion Week, og omfattede interviews med Naja Lauf, E-Types, Diana Brinks, Designers Remix, Ole Yde, Day Birger et Mikkelsen, Gestuz, Unique Models, Dyrberg/Kern og Kaffe Clothing. I 2022 samarbejdede hun med modedesigner Henrik Vibskov og lavede den korte poesifilm 'Bibliotheca of Micro Selves', som blev vist i forbindelse med Paris Fashion Week.

## Priser
- “I C’, Best Experimental Film, Montreal Independent Film Festival, Canada, marts 2023.
- “I C’, Best Environmental Film, Montreal Independent Film Festival, Canada, marts 2023.
- “I C’, Best Experimental Short Film, Izmit International Short Film Festival (IISFF) Turkey, 17-18 november, 2022.
- "I C", Best Experimental Film, Manchester Film Festival, United Kingdom, 2022
- "Running Through Life", The Next Great Filmmaker Award, Berkshire International Film Festival, US, 2017
- "Running Through Life", Best Experimental Film, Manchester Film Festival, United Kingdom, 2017
- "Running Through Life", The Audience Award, Be a Better Being, Tyskland, 2016
- "Running Through Life", International Public's Selection Award, Festival Silêncio, Portugal, 2016
- "Running Through Life", Best Short Award (Minister's Award, the Ministry of Environment), Short Shorts Film Festival & Asia, Japan, 2016
- "Running Through Life", J-WAVE Award, Short Shorts Film Festival & Asia 2016, Japan, 2016
- "Beyond Words", Special Merits, Faces of Wisdom Film, 2014
- "Sporenstregs", Best Danish Short Fiction, Odense International Film Festival, Danmark, 2007